# Acraea ombrina
Acraea ombrina är en fjärilsart som beskrevs av Gustav Weymer 1892. Acraea ombrina ingår i släktet Acraea och familjen praktfjärilar. Inga underarter finns listade i Catalogue of Life.